# Cadolzburg
Cadolzburg – gmina targowa w Niemczech, w kraju związkowym Bawaria, w rejencji Środkowa Frankonia, w regionie Planungsregion Nürnberg, w powiecie Landkreis Fürth. Leży w Okręgu Metropolitarnym Norymbergi, około 16 km na zachód od Norymbergi i ok. 7 km od Zirndorfu, przy linii kolejowej Fürth – Cadolzburg.

## Podział administracyjny
Gmina składa się z następujących części:
| - Ballersdorf - Cadolzburg - Deberndorf - Egersdorf | - Gonnersdorf - Greimersdorf - Pleikershof - Roßendorf | - Rütteldorf - Schwadermühle - Seckendorf - Steinbach | - Vogtsreichenbach - Wachendorf - Waldhaus - Zautendorf |

## Polityka
Rada gminy składa się z 20 członków:

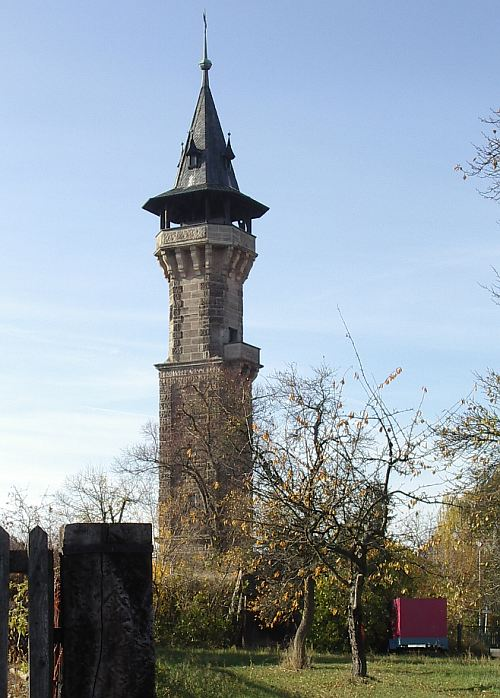
Wieża widokowa

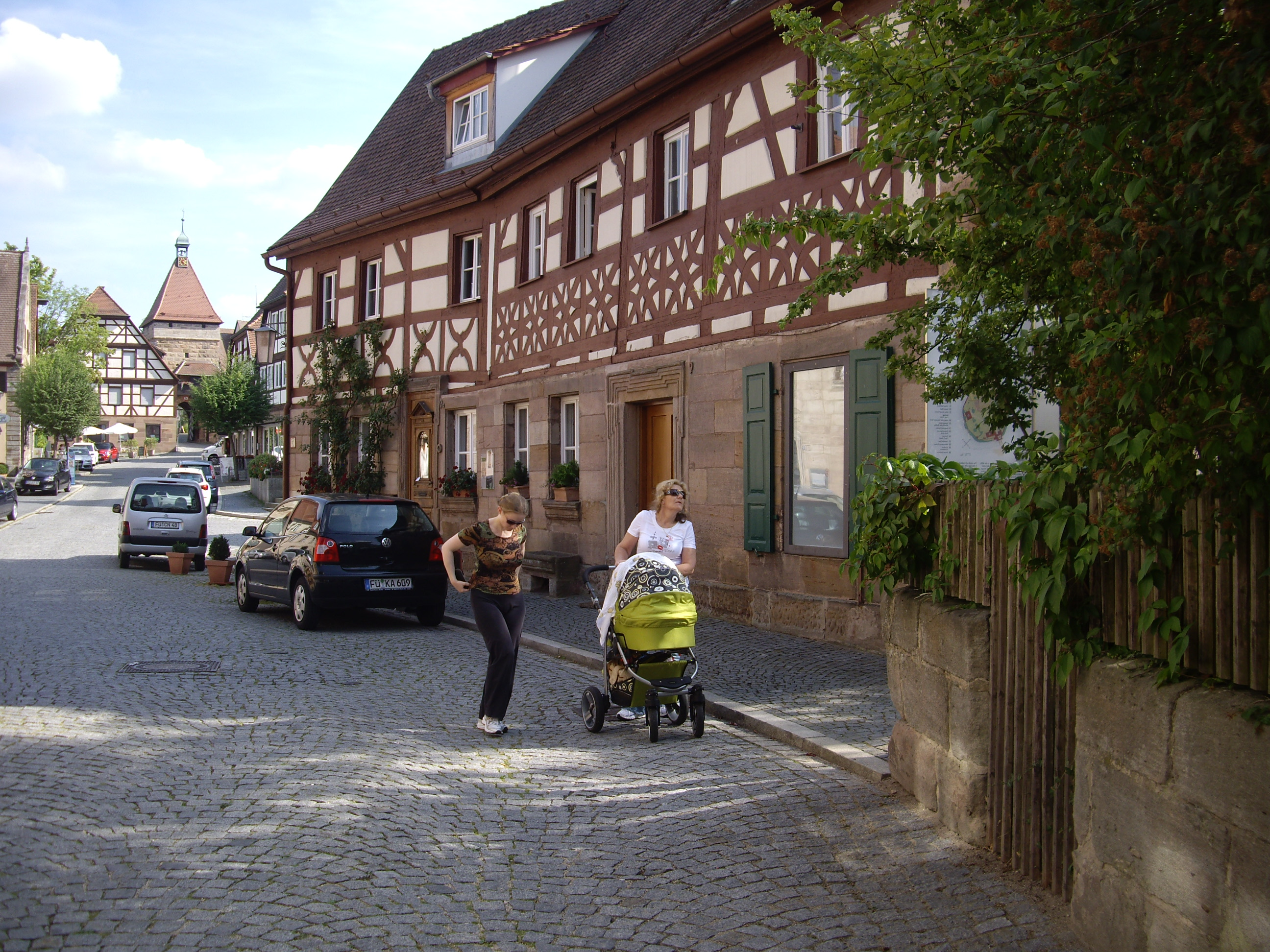
Cadolzburg – Stare Miasto

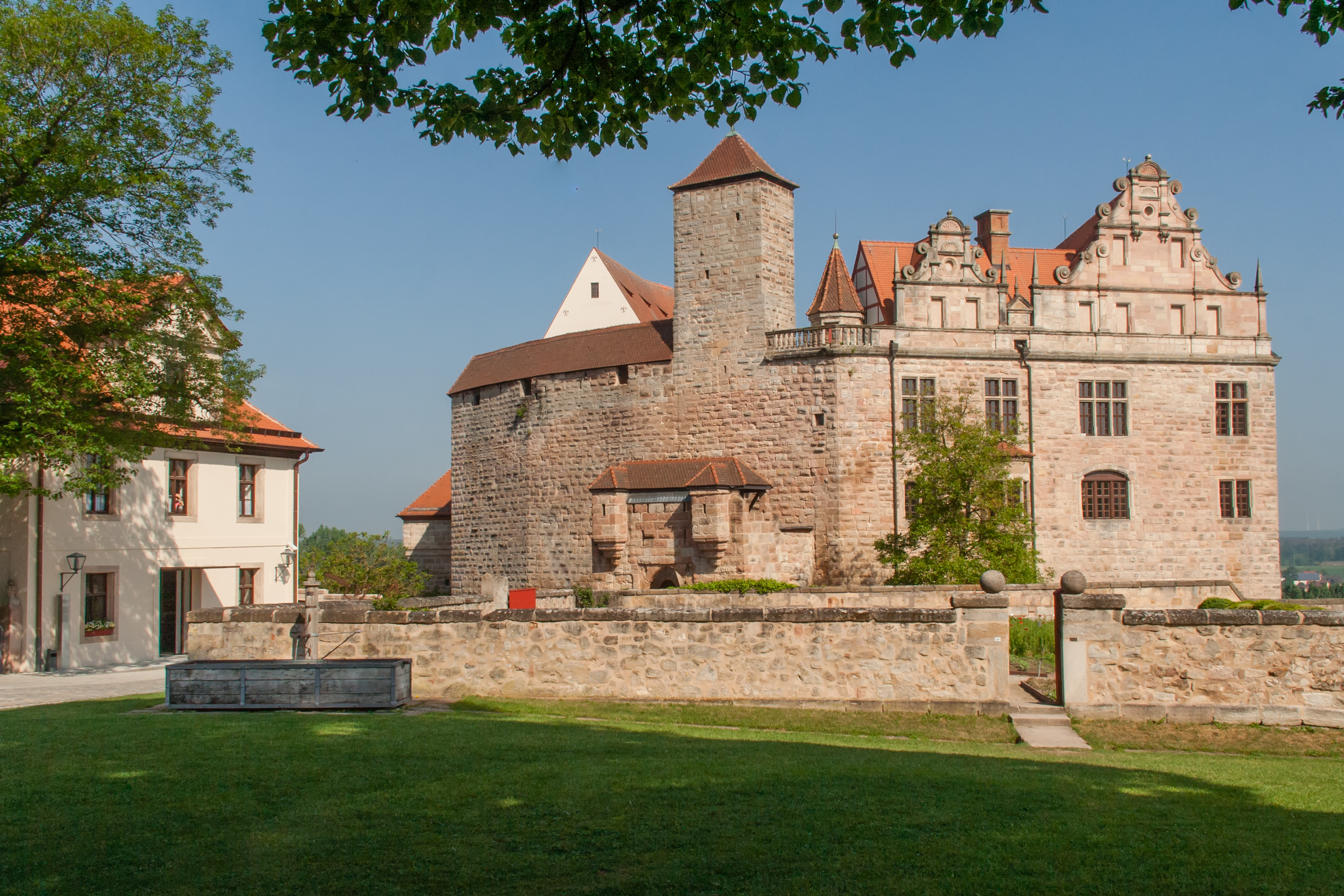
Zamek w Cadolzburg

|      | CSU | SPD | FWG | Bezpartyjni | Zieloni | Razem     |
| 2002 | 8   | 8   | 1   | 2           | 1       | 20 miejsc |

### Współpraca
Miejscowości partnerskie:
- Mauterndorf, Austria
- Palais-sur-Vienne, Francja
- Ulten, Włochy